# Morti nel 2009/Settembre
| Questa pagina contiene informazioni ricavate automaticamente dalle voci biografiche con l'ausilio del template Bio e di un bot. L'aggiornamento è periodico e automatico e ricostruisce completamente la pagina. Se manca una persona in questa lista, sei pregato di non aggiungerla, ma accertati piuttosto che la sua voce biografica contenga il template Bio e che i dati anagrafici siano correttamente compilati. Se il template Bio manca, inseriscilo tu stesso o, in alternativa, metti l'avviso {{tmp\|Bio}} che ne segnala la mancanza. Se i dati riportati sono sbagliati, correggi direttamente la voce biografica; le modifiche saranno visibili in questa lista entro pochi giorni. Per chiarimenti vedi il progetto biografie. La lista contiene solo le 133 persone che sono citate nell'enciclopedia e per le quali è stato implementato correttamente il template Bio. Pagina aggiornata al 18 ago 2025. |

- 1º settembre - Helmut Fottner, calciatore tedesco (n. 1927)
- 1º settembre - Jang Jin-young, attrice e modella sudcoreana (n. 1974)
- 1º settembre - Gianfranco Maselli, compositore, organista e musicologo italiano (n. 1929)
- 1º settembre - Gianni Meanti, calciatore italiano (n. 1935)
- 1º settembre - Francis Rogallo, ingegnere e inventore statunitense (n. 1912)
- 1º settembre - Teresa Sarti Strada, filantropa italiana (n. 1946)
- 1º settembre - John Stephens, giocatore di football americano statunitense (n. 1966)
- 1º settembre - Turi Vasile, produttore cinematografico, regista e sceneggiatore italiano (n. 1922)
- 1º settembre - Paulo Rafael de Oliveira Ramos, calciatore brasiliano (n. 1985)
- 2 settembre - Roger Aubert, presbitero, storico e teologo belga (n. 1914)
- 2 settembre - Guy Babylon, tastierista statunitense (n. 1956)
- 2 settembre - Guido Canella, architetto italiano (n. 1931)
- 2 settembre - Luigi Cortesi, storico, politologo e saggista italiano (n. 1929)
- 2 settembre - Bill Hefner, politico statunitense (n. 1930)
- 2 settembre - Christian Poveda, fotografo e giornalista spagnolo (n. 1955)
- 2 settembre - Mohamed Alí Seineldín, militare argentino (n. 1933)
- 3 settembre - Jolena Baldini, scrittrice italiana (n. 1921)
- 3 settembre - Giovanni Melis Fois, vescovo cattolico italiano (n. 1916)
- 3 settembre - Juchym Škol'nykov, calciatore e allenatore di calcio ucraino (n. 1939)
- 4 settembre - Gianluigi Porelli, dirigente sportivo italiano (n. 1930)
- 4 settembre - Billy Simpson, allenatore di calcio e calciatore scozzese (n. 1945)
- 4 settembre - Tat'jana Ivanovna Ustinova, geologa sovietica (n. 1913)
- 5 settembre - Andrea Manna, politico italiano (n. 1929)
- 5 settembre - Moshe Wolman, medico israeliano (n. 1914)
- 6 settembre - Giuseppe Angelico, imprenditore italiano (n. 1930)
- 7 settembre - Junior Coghlan, attore statunitense (n. 1916)
- 7 settembre - Eddie Locke, batterista statunitense (n. 1930)
- 7 settembre - Enrico Massara, politico italiano (n. 1918)
- 7 settembre - Danilo Tani, politico italiano (n. 1931)
- 8 settembre - Aage Niels Bohr, fisico danese (n. 1922)
- 8 settembre - Mike Bongiorno, conduttore televisivo, conduttore radiofonico e partigiano italiano (n. 1924)
- 8 settembre - Nicola Lo Buono, dirigente sportivo, allenatore di calcio e calciatore italiano (n. 1933)
- 8 settembre - Sandro Lodolo, regista, sceneggiatore e autore televisivo italiano (n. 1929)
- 9 settembre - Patricia Bergquist, zoologa neozelandese (n. 1933)
- 9 settembre - Alessandro Capponi, calciatore italiano (n. 1919)
- 9 settembre - Michael Galasso, compositore, violinista e direttore d'orchestra statunitense (n. 1949)
- 9 settembre - Léon Glovacki, calciatore e allenatore di calcio francese (n. 1928)
- 9 settembre - Steve Mann, chitarrista statunitense (n. 1943)
- 9 settembre - Andrzej Józef Śliwiński, vescovo cattolico polacco (n. 1939)
- 10 settembre - Simone Cattaneo, poeta italiano (n. 1974)
- 11 settembre - Juan Almeida Bosque, politico, compositore e rivoluzionario cubano (n. 1927)
- 11 settembre - Gertrude Baines, supercentenaria statunitense (n. 1894)
- 11 settembre - Jim Carroll, poeta, romanziere e musicista statunitense (n. 1949)
- 11 settembre - Pierre Cossette, produttore televisivo e produttore teatrale canadese (n. 1923)
- 11 settembre - Carlo De Bernardi, allenatore di calcio e calciatore italiano (n. 1952)
- 11 settembre - Larry Gelbart, sceneggiatore, librettista e regista statunitense (n. 1928)
- 11 settembre - Claudio Meldolesi, drammaturgo e critico teatrale italiano (n. 1942)
- 11 settembre - Zakes Mokae, attore sudafricano (n. 1934)
- 11 settembre - Ramiro Musotto, compositore e musicista argentino (n. 1963)
- 11 settembre - Yoshito Usui, fumettista giapponese (n. 1958)
- 12 settembre - Alan Chávez, attore messicano (n. 1990)
- 12 settembre - Jack Kramer, tennista statunitense (n. 1921)
- 12 settembre - Erich Leo Lehmann, statistico statunitense (n. 1917)
- 12 settembre - Armando Manhiça, calciatore portoghese (n. 1943)
- 12 settembre - Willy Ronis, fotografo francese (n. 1910)
- 12 settembre - Kurt Siebenhaar, cestista e allenatore di pallacanestro tedesco (n. 1928)
- 12 settembre - Ghan Singh, saggista e poeta indiano (n. 1929)
- 12 settembre - Levan Aleksandrovič Šengelija, pittore e regista sovietico (n. 1921)
- 13 settembre - William Alston, filosofo statunitense (n. 1921)
- 13 settembre - Paul Burke, attore statunitense (n. 1926)
- 13 settembre - Arnold Laven, regista, produttore televisivo e produttore cinematografico statunitense (n. 1922)
- 13 settembre - Nicolina Papetti, attrice italiana (n. 1928)
- 13 settembre - Maria Testa, arciera italiana (n. 1956)
- 14 settembre - Henry Gibson, attore statunitense (n. 1935)
- 14 settembre - John Rarick, politico statunitense (n. 1924)
- 14 settembre - Darren Sutherland, pugile irlandese (n. 1982)
- 14 settembre - Patrick Swayze, attore, cantante e ballerino statunitense (n. 1952)
- 14 settembre - Elio Zagato, designer, imprenditore e pilota automobilistico italiano (n. 1921)
- 15 settembre - Carlo Baldini, storico italiano (n. 1920)
- 15 settembre - Giuseppe Cottone, critico letterario e poeta italiano (n. 1905)
- 15 settembre - Troy Kennedy-Martin, sceneggiatore scozzese (n. 1932)
- 15 settembre - Lincoln Maazel, attore e cantante statunitense (n. 1903)
- 15 settembre - Luciano Morandini, poeta italiano (n. 1928)
- 15 settembre - Vladimír Padrta, cestista cecoslovacco (n. 1952)
- 15 settembre - Nunzio Rotondo, trombettista e compositore italiano (n. 1924)
- 16 settembre - Timothy Bateson, attore e doppiatore britannico (n. 1926)
- 16 settembre - Fausto Braga, calciatore e allenatore di calcio italiano (n. 1921)
- 16 settembre - Bertha Chiu, cestista e giavellottista messicana (n. 1933)
- 16 settembre - Dorothy Coonan, attrice e ballerina statunitense (n. 1913)
- 16 settembre - Luciano Emmer, regista, sceneggiatore e montatore italiano (n. 1918)
- 16 settembre - Steve Romanik, giocatore di football americano statunitense (n. 1924)
- 16 settembre - Mary Travers, cantante statunitense (n. 1936)
- 17 settembre - Antonio Fortunato, militare italiano (n. 1974)
- 17 settembre - Randy Johnson, giocatore di football americano statunitense (n. 1944)
- 17 settembre - Leon Kirchner, compositore statunitense (n. 1919)
- 17 settembre - Leonardo Tarantini, partigiano, antifascista e poeta italiano (n. 1920)
- 17 settembre - Roberto Valente, militare italiano (n. 1972)
- 18 settembre - Renato Cevese, storico dell'arte, critico d'arte e storico dell'architettura italiano (n. 1920)
- 18 settembre - Douglas Fisher, politico, giornalista e insegnante canadese (n. 1919)
- 19 settembre - Víctor Israel, attore spagnolo (n. 1929)
- 19 settembre - Maurizio Montalbini, sociologo e speleologo italiano (n. 1953)
- 19 settembre - Roc Raida, disc jockey e beatmaker statunitense (n. 1972)
- 19 settembre - Luigi Enrico Rossi, grecista e filologo classico italiano (n. 1933)
- 19 settembre - Joseph-Marie Sardou, arcivescovo cattolico francese (n. 1922)
- 19 settembre - Giovanni Viel, geologo, urbanista e politico italiano (n. 1944)
- 20 settembre - Mario Bertolo, ciclista italiano (n. 1929)
- 20 settembre - Novella Cantarutti, poetessa e scrittrice italiana (n. 1920)
- 20 settembre - John Hart, attore statunitense (n. 1917)
- 20 settembre - Booker Moore, giocatore di football americano statunitense (n. 1959)
- 21 settembre - Cesare De Silvestri, psichiatra e psicoterapeuta italiano (n. 1926)
- 21 settembre - Robert Ginty, attore, regista e sceneggiatore statunitense (n. 1948)
- 21 settembre - Myroslav Marusyn, arcivescovo cattolico ucraino (n. 1924)
- 21 settembre - Wess, cantante e bassista statunitense (n. 1945)
- 22 settembre - Marco Achilli, calciatore italiano (n. 1948)
- 22 settembre - Willy Allemann, calciatore svizzero (n. 1942)
- 22 settembre - Baldassare Armato, sindacalista e politico italiano (n. 1924)
- 22 settembre - Alfonso Scirocco, storico italiano (n. 1924)
- 23 settembre - Şehzade Ertuğrul Osman, principe ottomano (n. 1912)
- 24 settembre - Susan Atkins, criminale statunitense (n. 1948)
- 24 settembre - Heini Göbel, attore tedesco (n. 1910)
- 24 settembre - Maurizio Laudi, magistrato italiano (n. 1948)
- 24 settembre - John Powell, gesuita e scrittore statunitense (n. 1925)
- 25 settembre - Pierre Falardeau, regista e attivista canadese (n. 1946)
- 25 settembre - Bob Stupak, imprenditore e giocatore di poker statunitense (n. 1942)
- 25 settembre - Alicia de Larrocha, pianista spagnola (n. 1923)
- 26 settembre - Franco Boiardi, politico italiano (n. 1931)
- 26 settembre - Zygmunt Chychła, pugile polacco (n. 1926)
- 26 settembre - Daniele Hechich, presbitero italiano (n. 1926)
- 27 settembre - René Bliard, calciatore francese (n. 1932)
- 27 settembre - John Connell, artista statunitense (n. 1940)
- 27 settembre - Ivan Dychovičnyj, regista sovietico (n. 1947)
- 27 settembre - Pilar Gómez Ferrer, attrice spagnola (n. 1910)
- 28 settembre - Guillermo Endara, politico panamense (n. 1936)
- 28 settembre - Daniel Martín, attore spagnolo (n. 1935)
- 28 settembre - Best Ogedegbe, calciatore nigeriano (n. 1954)
- 29 settembre - Pavel Romanovič Popovič, cosmonauta sovietico (n. 1930)
- 29 settembre - José Antonio Muñoz Rojas, avvocato, scrittore e poeta spagnolo (n. 1909)
- 30 settembre - Pentti Airikkala, pilota di rally finlandese (n. 1945)
- 30 settembre - Roland La Starza, pugile statunitense (n. 1927)
- 30 settembre - Raúl Magaña, allenatore di calcio e calciatore salvadoregno (n. 1940)
- 30 settembre - Ivan Saidenberg, fumettista brasiliano (n. 1940)
- 30 settembre - Victor Van Schil, ciclista su strada belga (n. 1939)
- 30 settembre - Giuseppina Zacco, attivista e politica italiana (n. 1927)